# Ломазы (гмина)
Ломазы (пол. Łomazy) — сельская гмина (волость) в Польше, входит как административная единица в Бяльский повет, Люблинское воеводство. Население — 5535 человек (на 2004 год).

## Сельские округа
1. Беляны
2. Бурвин
3. Дубув
4. Хуща-Друга
5. Хуща-Первша
6. Юсаки-Зажека
7. Копытник
8. Корчувка
9. Кошолы
10. Красувка
11. Козлы
12. Любенка
13. Ломазы
14. Стасювка
15. Студзянка
16. Шиманово
17. Воля-Дубовска
18. Вулька-Корчовска

## Соседние гмины
1. Гмина Бяла-Подляска
2. Гмина Дрелюв
3. Гмина Комарувка-Подляска
4. Гмина Пищац
5. Гмина Россош
6. Гмина Соснувка
7. Гмина Тучна
8. Гмина Вишнице